# 아칸소주
아칸소주(영어: State of Arkansas)는 미국 남부의 주이며, 미국에서 유일하게 다이아몬드가 채광되는 주이다. 북쪽으로는 미주리주에, 동쪽으로는 테네시주와 미시시피주에, 남쪽으로는 루이지애나주에, 서쪽으로는 텍사스주와 오클라호마주에 접한다. 아칸소주의 북서부는 구릉 형태의 오자크 대지이나, 그 밖의 곳은 미시시피강 하류 저지의 대평야이며 저습지가 많다. 주의 동쪽 경계에 미시시피강이 흐르고, 또 주의 동쪽에서 서쪽으로 미시시피강의 지류인 아칸소강이 흐른다. 미국의 제42대 대통령 빌 클린턴의 고향이다.

## 역사

### 초기 역사
약 12,000년 전에 아칸소 지방에는 아메리카 인디언들이 살았다. 초기의 유럽인 탐험가들은 3개의 주요 종족 - 캐도족, 오세이지족과 쿼포족을 지방에서 찾았다. 아칸소라는 명칭은 캔자스주와 동일한 어원에서 파생된다. 원주민인 칸사족(Kaw people)은 대평원의 수족과 밀접한 관련이 있다. 아칸소라는 단어는 '강의 하류 사람들의 땅(land of downriver people)' 또는 '남쪽 바람의 사람들(people of the south wind)'을 의미한다.

### 탐험과 정착
1541년 스페인의 탐험가 에르난도 데 소토가 아칸소를 도달한 원정을 이끌었다. 유럽인들은 자신들이 탐색하던 금을 찾는 데 실패하였으나 역사가들은 원정이 인구의 거의를 죽인 병들을 소개하였다고 믿는다. 1673년 프랑스의 자크 마르케트 신부와 루이 졸리에는 자신들이 쿼포 인디언들을 만난 아칸소강의 입구로 들어가는 데 미시시피강을 여행하였다. 1682년 르네-로베르 카블리에 드 라 살이 미시시피강 유역을 프랑스를 위하여 주장하였다. 1686년 라 살은 아칸소강 입구 근처에 아칸소 교역장이라 불리는 교역소를 지은 앙리 드 통티에게 대지의 양도를 만들었다.
1717년 프랑스는 스코틀랜드의 은행원 존 로에게 루이지애나에서의 독점적인 교역의 권리들을 주었다. 자신의 회사에 돈을 융자하는 데 로는 "미시시피 계획"을 개발하였다. 로의 회사는 결국 "미시시피 사기"라 불리는 재정적 재앙에서 무너졌다. 그러나 계획은 루이지애나에 많은 정착자들을 데려왔다. 대략 100명의 유럽인과 몇명의 아프리카 노예들이 교역지 근처에 정착하였다. 정착자들의 대부분은 떠났으나 어떤 농부들은 남아있었다.
1762년 프렌치 인디언 전쟁이 일어나는 동안에 프랑스는 미시시피강 서부의 대지를 할양하였다. 이 대지는 루이지애나 준주를 포함하였다. 1800년 스페인은 루이지애나 준주를 프랑스에 돌려주었다. 1803년 미국은 프랑스로부터 루이지애나 준주를 매입하였다.

### 준주 시대
1812년 루이지애나 준주의 남부는 루이지애나주로 만들어졌다. 아칸소주를 포함한 북부는 미주리 준주가 되었다. 1817년 미국 정부는 지방에서 인디언 종족들 사이에 평화를 지키기 위하여 현재 아칸소주 북서부에 포트 스미스를 설립하였다. 1819년 정부는 아칸소 준주를 창조하였다. 그 준주는 오늘날의 아칸소주와 현재의 오클라호마주의 일부를 포함하였다. 포트 스미스의 타운은 근처에 개발된 밴뷰런 요새 주위에 자라났다. 워싱턴 타운은 텍사스주로 향하는 길에 중요한 정지의 점이 되었다.
1800년대 초반에 아칸소의 북서부는 체로키족의 큰 수에 일시적 집이 되었다. 그러나 체로키족과 다른 동부의 종족들은 1830년대 동안에 인디언 영토(오늘날의 오클라호마주)로 이주하는 데 강요되었다.

### 주 지위와 남북 전쟁

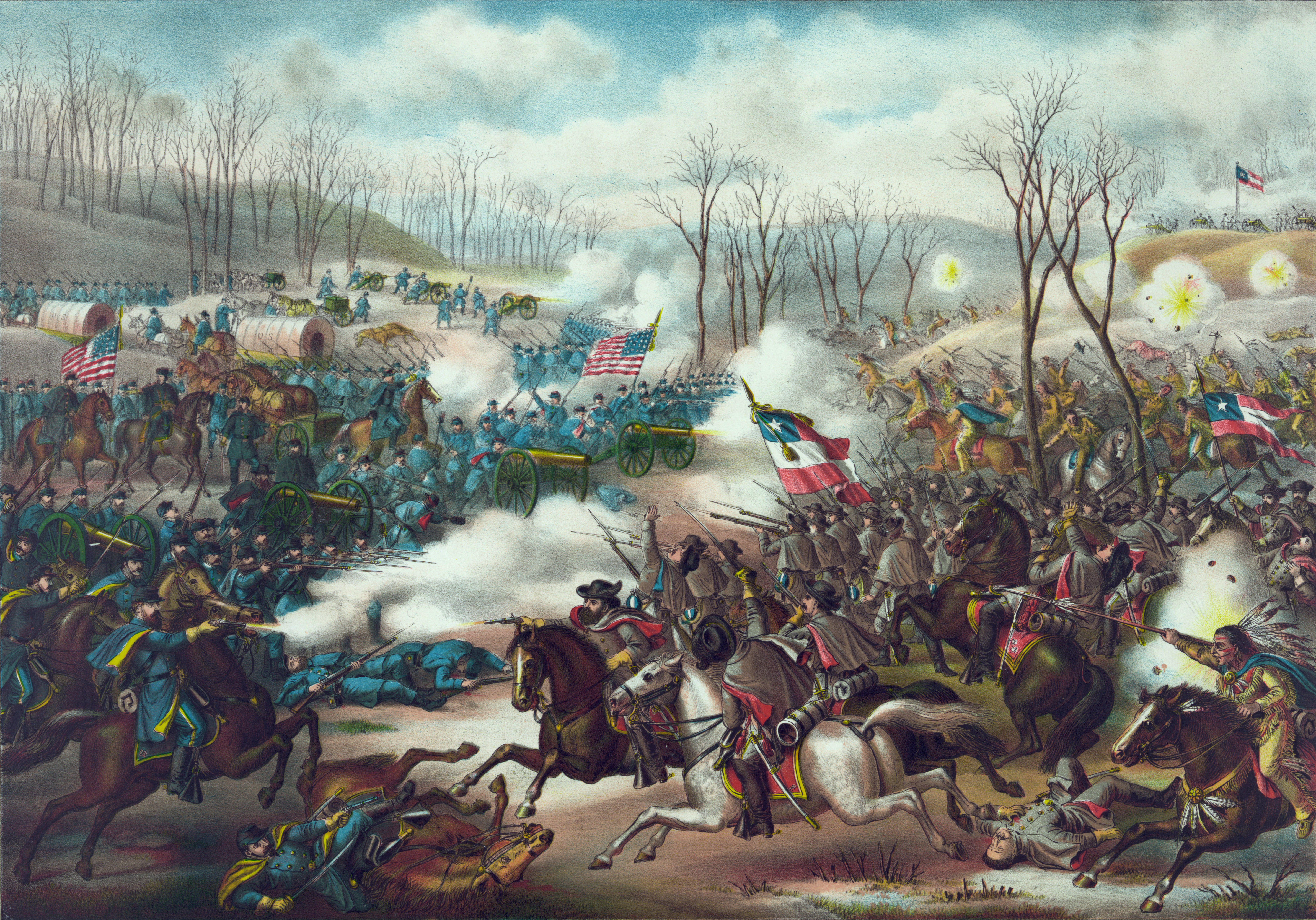
남북 전쟁 중의 피리지 전투 (1862년)

1836년 6월 15일 아칸소는 25번째 주로 합중국에 편입되었다. 미국은 당시 노예제의 의문에 거대한 토론에 교전 중이었다. 1860년으로 봐서 아칸소주는 435,450명의 백인 인구와 대략 110,000명의 노예들이 있었다. 많은 노예들은 아칸소 저지대들에서 면화 재배에 일하였다.
노예제를 반대한 에이브러햄 링컨이 1860년에 대통령으로 당선되었다. 몇몇의 남부의 노예주들이 합중국으로부터 탈퇴하여 아메리카 맹방을 형성하였다. 주의 투표인들은 처음에 탈퇴에 반대하였으나 1861년 4월 12일 남북 전쟁이 일어난 후에 주는 곧 맹방에 가입하였다.
아칸소주는 1861년 8월 미시시피주에서 윌슨즈 크리크 전투에 싸우는 데 군인들을 보냈다. 남군이 전투에서 승리하였다. 1862년 3월 북군이 아칸소주로 들어와 남군을 물리쳤다. 12월에는 북군이 프레리 그로브 전투에서 남군을 물리쳤다.
1863년 9월 10일 북군은 리틀록을 차지하였다. 그러고나서 남군은 자신들의 수도를 아칸소주 남서부에 있는 워싱턴으로 옮겼다. 1864년 북부에 충성을 하는 아칸소주민들이 리틀록에 합중국 정부를 설립하고 노예제를 폐지하는 새로운 주 헌법을 썼다. 그러나 주의 거의는 북군 혹은 남군에 의한 아무런 통치를 받지 않았다. 무법의 게릴라들이 도둑질하고 많은 주민들을 살해하였다.

### 남부 제주의 통합기
전쟁에 이어 남부 제주의 통합기 동안에 전직 남군들이 합중국에 재가입하는 데 거부한 아칸소주의 입법부를 지배하였다. 미국 의회는 아칸소주를 군사 통제의 아래에 놓았다. 연방군은 1867년부터 1874년까지 주를 영유하였다.
아칸소주는 1868년에 합중국으로 재편입되었다. 그해에 주는 흑인 남성들에게 투표하는 권리를 주는 새 헌법을 채택하였으나 전직 남군들에게는 부인하였다. 공화당 정부는 경제 개발, 학교들의 설립과 전 노예들의 인권들을 보호하는 데 서두르는 시도를 하였다. 공화당원과 민주당원 사이와 백인과 흑인들 사이에 폭력이 일어났다. 쿠 클럭스 클랜 같은 반흑인 단체들이 공포를 퍼뜨렸다.
1872년 2명의 공화당원들이 주지사를 위한 경쟁에 충돌하였다. 엘리샤 백스터는 조지프 브룩스를 꺾었으나, 브룩스는 사기를 고발하고 자신이 우승한 주장을 하였다. 1874년 4월 15일 브룩스는 총으로 위협하면서 백스터에게 상원을 떠나라고 강요하였다. 2명의 경쟁 후원자들이 브룩스 - 백스터 전쟁이라 불리는 사건에 충돌하였다. 5월 15일 율리시스 S. 그랜트 대통령은 백스터를 주지사로 선언하였다. 그해 후반에 주는 거의 수정되었어도 아직도 쓰이는 새 헌법을 채택하였다.

### 1800년대 후반
새로운 철도들이 1800년대 후반에 아칸소주를 가로질렀다. 재목 회사들은 풍부한 숲의 자원들을 거두어 들이는 데 주로 이동하였다. 강들을 따라 놓인 새로운 제방들과 배수구들이 삼각주에서 대지의 붐을 일으켰다. 1887년 보크사이트가 리틀록 근처에서 발견되고 광산들이 개장되었다.

### 1900년대 초반
1900년대 초반은 지속적인 개발을 가져왔다. 향상된 학교들, 보건과 다른 정부 서비스들이 적어도 타운들에서 유효하였다. 쌀의 자람이 아칸소주의 동부에 소개되었고, 면화를 대신하였다. 1921년 엘도라도 근처에서 석유가 찾아졌다. 주의 첫 큰 수력 발전 댐이 1924년에 지어졌다.
하지만 농업의 가격들이 1920년 후에 떨어지고 많은 아칸소 주민들이 자신들의 농장들을 잃었다. 주는 또한 1927년에 파괴적인 미시시피강 홍수, 1930년의 가뭄과 1930년대의 대공황에 의하여 충격을 받았다. 1934년 면화의 가격이 생산 가격의 아래로 하락하자, 어떤 반란적 아칸소주 농부들은 타이론자에서 가장 짧게 간 남부 소작인 조합을 결성하였다. 그러나 상태들은 소작인과 물납 소작인들을 위하여 부족하게 남았다.
1932년 아칸소주의 여성 해티 캐러웨이는 미국 상원에 선출된 첫 여성이 되었다. 그녀는 자신의 남편 새디어스 캐러웨이 상원이 사망한 후 곧 치러진 특별 선거를 이겼다.

### 1900년대 중반

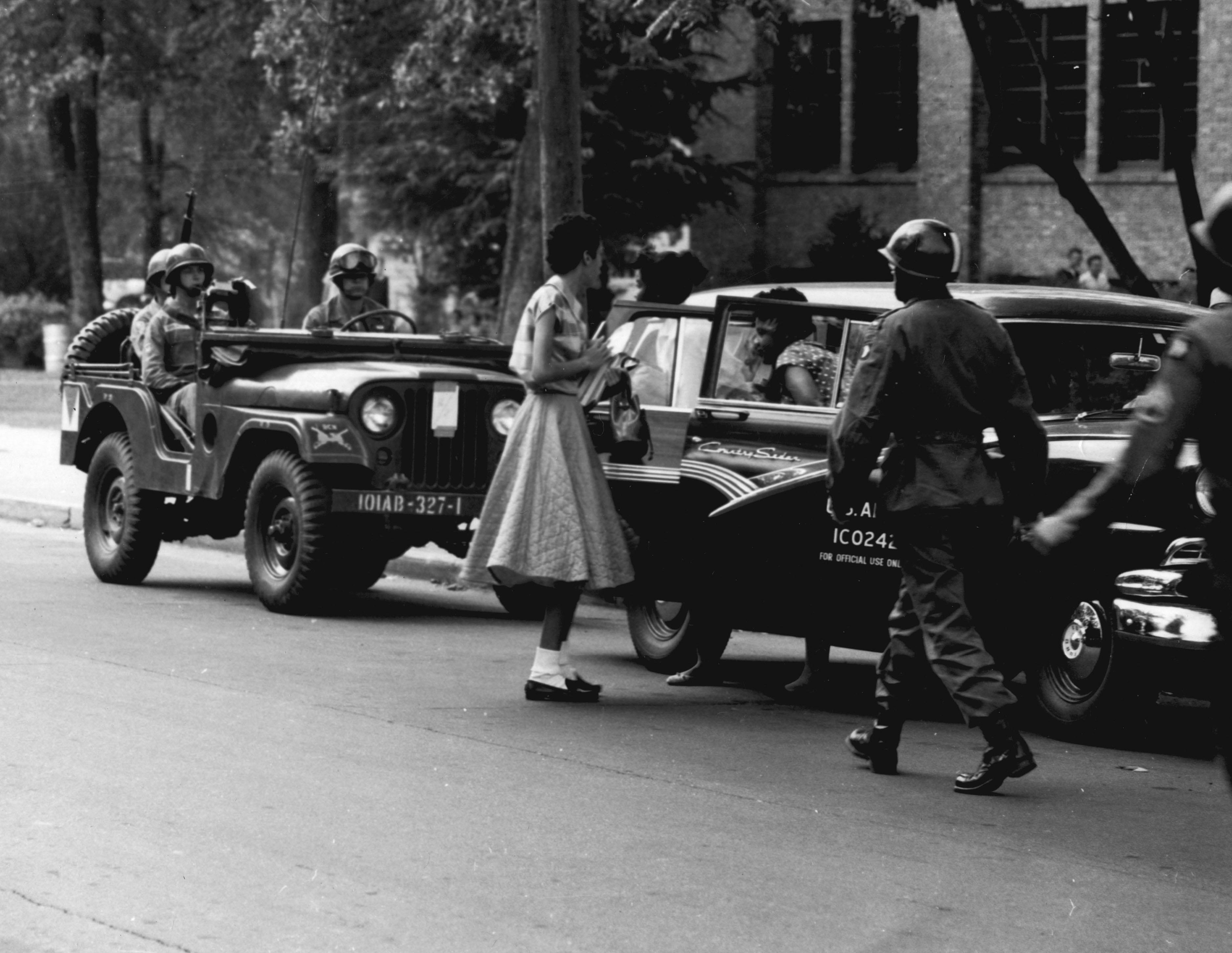
리틀록 나인에 흑인 학생들을 보호하는 데 보내진 연방군 (1957년)

제2차 세계 대전이 일어나는 동안에 아칸소주의 농업과 광업이 확장되었다. 전쟁이 일어난 후에 곧 주는 농업적에서 산업적 경제로 옮겨지기 시작하였다. 많은 농부들은 농기구 사용에 의하여 대체되었다. 제조업이 자라났으나 이 모든 미숙련 노동자들을 위한 직업을 마련하는 데 빠르지 않았다. 많은 사람들이 다른 주들에서 직업을 찾으러 아칸소주를 떠났다. 이 문제들에 불구하고 1940년대와 1950년대 동안에 아칸소주의 공장들의 수가 2배로 자라났다. 공장들의 수가 1955년에 설립된 아칸소 산업 개발 위원회에 의하여 주로 몰려들었다.
1957년 아칸소주는 학교의 인종 통합에 놓인 논쟁의 중심지가 되었다. 1954년 미국 대법원은 공공 학교에서 의무적인 인종 분리가 비헌법적이라고 통치하였다. 1957년 연방 법원은 리틀록에 있는 센트럴 고등학교에 인종 차별을 없애는 데 명령을 내렸다. 주지사 오벌 E. 포버스는 인종 차별 폐지를 막기 위하여 아칸소 주방위군을 보냈다. 드와이트 D. 아이젠하워 대통령은 주방의군을 연방 정부 지휘권 아래에 두고 법원의 명령을 집행하는 데 연방군을 보냈다. 1970년으로 봐서 아칸소주 학교와 다른 공공 시설들의 대부분이 매우 인종적으로 합쳐졌다.
1960년대 초반에 아칸소주의 제조업 소득은 처음으로 그 농장 소득을 통과하였다. 포버스 주지사는 1964년 6번째 임기로 재선되었다. 아칸소 주지사들 중에 아무도 3개 이상의 임기를 지내지 않았다. 1967년 윈스롭 록펠러가 남부 제주 통합기 이래 처음으로 아칸소주의 공화당 지사가 되었다.

### 1900년대 후반
아칸소강 개발 프로그램이 1970년에 완료되었다. 맥클렐런-커 아칸소강 항해 시스템으로 개명된 개발은 주를 가로질러 미시시피강으로부터 오클라호마주로 들어가는 항해를 하는 데 강을 열었다.
아칸소 주지사에 5번이나 선출된 민주당원 빌 클린턴이 1992년 대통령으로 선출되고 1996년에도 재선되었다.
1996년 5월 짐 가이 터커 주지사는 재정적 연구소들을 속여서 빼앗고 불법적 대부금을 이기는 음모로 유죄 판결을 받았다. 지사 직을 떠난 그는 검정과 공동체 서비스로 선고를 받았다.

### 21세기
오늘날 아칸소주는 공해와 수질 오염을 줄이고, 주를 위한 충분한 동력을 공급하고, 그 공동 교육을 향상하고, 불안정한 농장 경제를 강하게 하는 직무들을 향하였다. 주의 공무원들은 다른 나라들과 무역을 촉진하고 새로운 산업을 끌어들이는 데 어떤 시도에서 성공하였다. 주의 북서부는 번영하고 퇴직자들은 이 지방을 즐거움으로 찾았다. 하지만 많은 삼각주의 군들은 인구를 잃었다.
아칸소주는 그 학교들을 국가적 평균으로 가져오는 시도를 되풀이하였으나, 기금의 문제들이 남아있다. 사립 학교들과 자택 학습이 인기에 증가하였다. 새로운 주니어 칼리지들과 존재하는 칼리지들의 새로운 지점들이 교육적 기회들에서 확장되었다.

## 경제

### 서비스업
서비스업은 아칸소주의 고용과 국내 총생산에서 둘다 70 퍼센트 이상을 차지한다. 서비스업의 대부분은 리틀록과 다른 메트로폴리탄 지역들에 집중되어 있다.
주도인 리틀록은 주 정부 활동의 중심지이다. 많은 금융 회사와 보험 회사들도 또한 리틀록에 사무실을 두고 있다. 많은 호텔, 식당과 소매상들은 리틀록 지역과 주의 북서부에서 운영된다. 큰 병원들은 파예트빌, 포트 스미스, 존스보로와 리틀록에서 의료 간호를 마련한다. 리틀록 공군 기지는 아칸소주에서 가장 큰 군사 기지이다.
백화점들의 체인 딜러즈는 리틀록에 기지를 두고, 미국에서 가장 큰 할인 스토어 체인 월마트는 벤턴빌에 기지를 두었다. 2개의 지도적인 트럭 교통 회사들이 주에 본부를 두었는 데, 로얼에 있는 J. B. 헌트와 포트 스미스에 있는 ABF 화물 시스템이다.

### 제조업

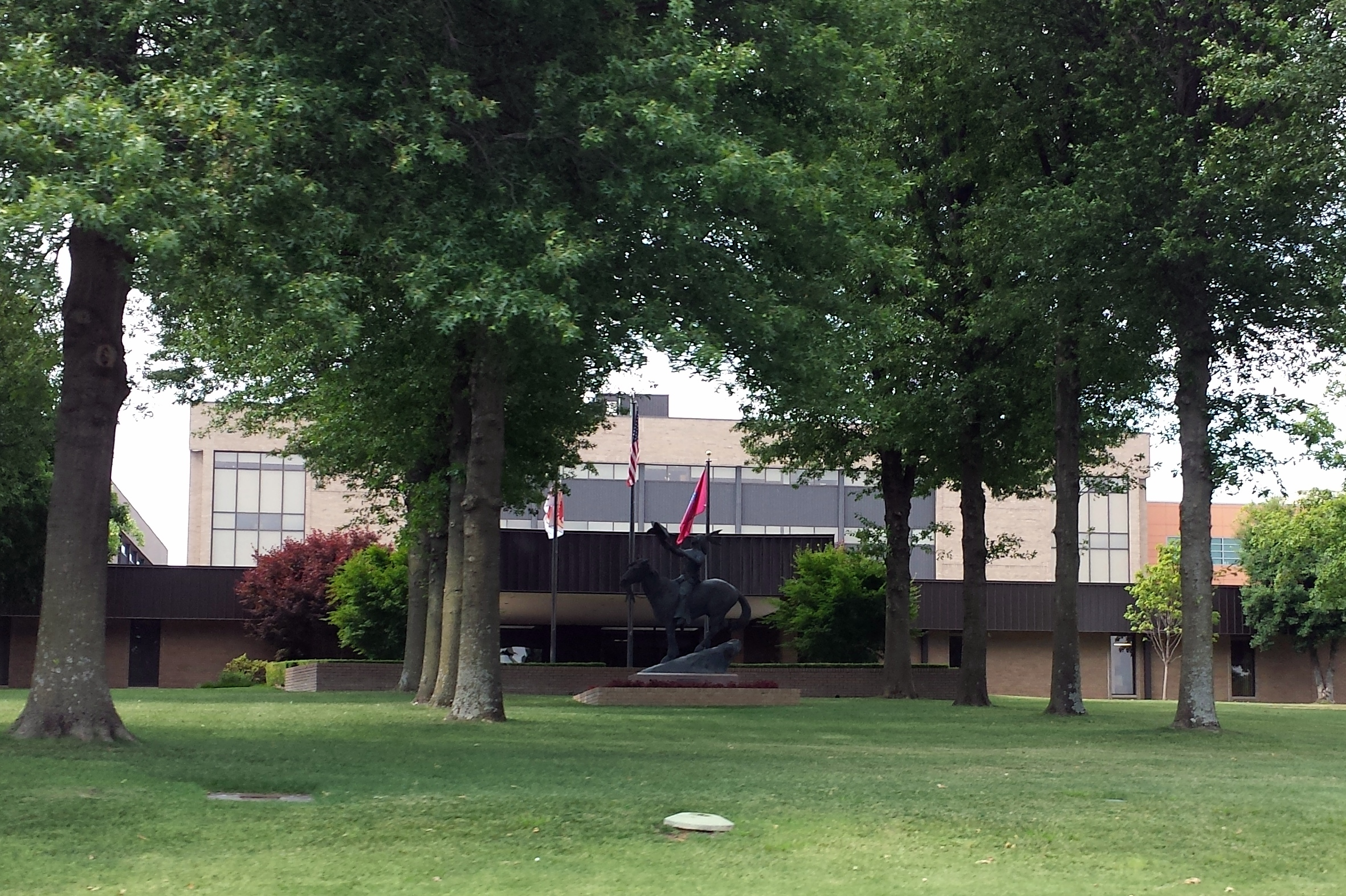
타이슨 식품 회사의 본사 건물

식품은 주의 지도적인 제조품들이다. 가금육 가공업이 지도적인 식품 가공업이며, 스프링데일에 기지를 둔 타이슨 식품 회사는 세계에서 가장 큰 가금육 생산과 가공자들 중의 하나이다. 다른 식품 가공업 공장 지대들은 포트 스미스, 존스보로, 리틀록과 다른 도시들에 있다.
합성 금속 제품, 초기 금속 제품과 교통 수단들도 또한 중요한 제조품들이다. 건축과 구조의 금속들은 주에서 만들어지는 합성 금속 제품들의 가장 가치적인 타입이며, 알루미늄, 철과 제철은 초기 금속 제품들의 지고적인 타입이다. 항공기 부품, 자동차 부품과 열차가 아칸소주에서 만들어진다.

### 농업

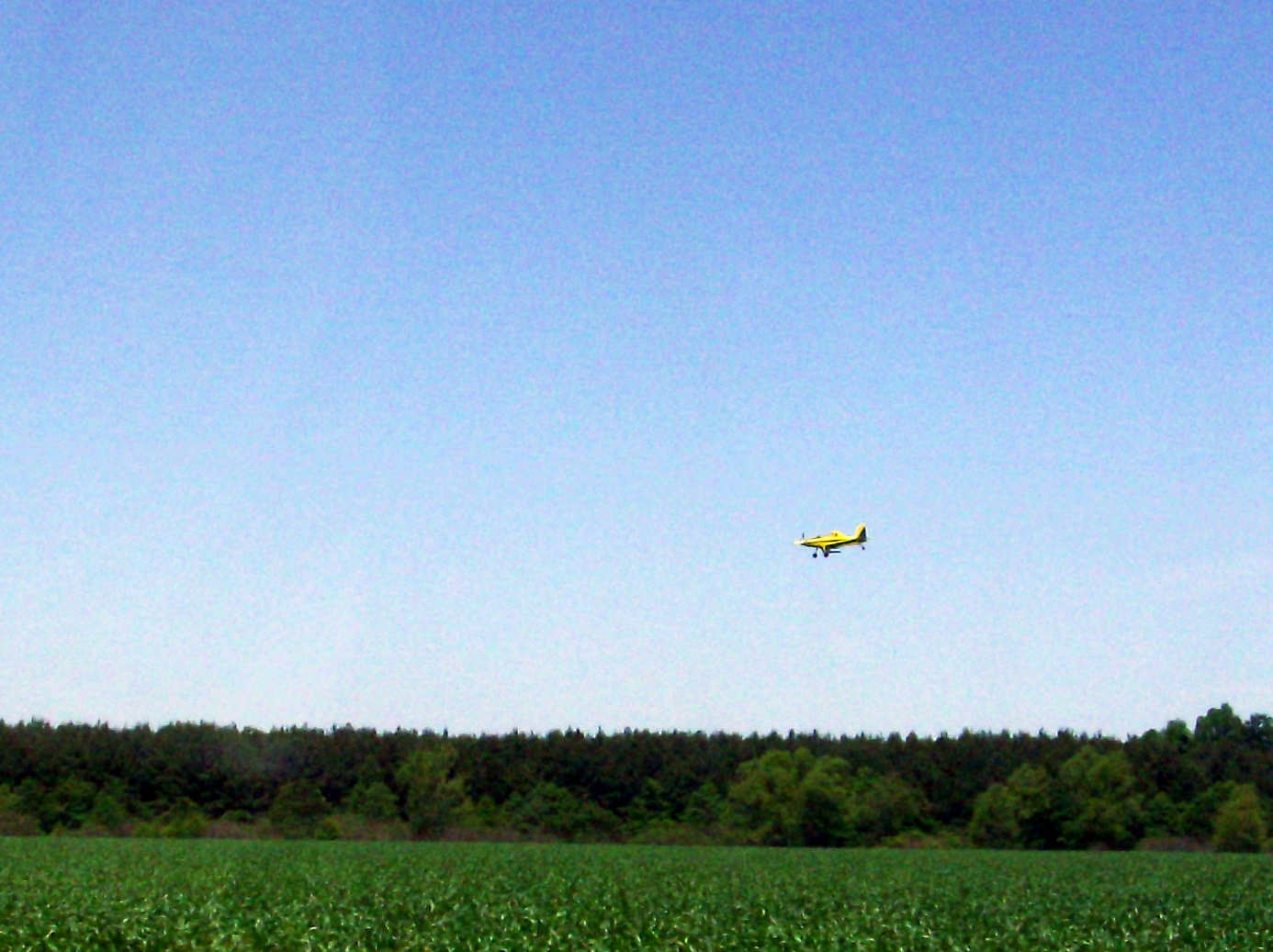
파인 블러프에서 수확물의 소량

농장 지대가 아칸소주 내륙 지역의 대략 5분의 2를 덮고 있다. 닭은 지도적인 농산물이며, 아칸소주는 닭의 사육에서 지도적인 주들 중의 하나이다. 닭의 대부분은 주의 서부에서 기른다.
육우, 낙농제품, 달걀, 돼지와 칠면조도 또한 중요한 축산물이다. 육우는 주의 대부분에서 사육되고, 낙농업은 오자크 고원, 리틀록 근처와 포트 스미스를 중심으로 진행된다. 아칸소주는 달걀 생산과 칠면조 사육에서 지도적인 주이다. 돼지는 주로 주의 서부에서 기른다.
수확물은 농장 소득의 거의를 차지한다. 면화, 쌀과 콩은 주의 가장 가치적인 수확물이다. 아칸소주는 면화와 콩의 생산의 둘다에서 지도적인 주들 안에 들어있다. 아칸소주는 미국에서 지도적인 쌀의 생산지이다. 쌀은 주로 미시시피 앨러비얼 평야 지방에서 자란다. 어떤 농부들은 자신들의 논에 홍수를 일으켜 거기에다가 물고기를 기른다. 다른 지도적인 수확물은 옥수수, 건초와 밀을 포함한다. 옥수수와 밀은 동부에서 자라고, 건초는 주의 북서부에서 중요하다.

### 광업
천연가스는 아칸소주의 지도적인 광물이며, 석유는 그 다음이다. 주의 천연가스는 거의 아코마 분지에서 찾아진다. 그 분지는 아칸소주의 서부로부터 오클라호마주로 들어가 뻗어있다. 아칸소주의 가장 큰 유전들은 남부 경계의 근처에 놓여있다.
브롬과 깨진 돌도 또한 중요한 광물이며, 아칸소주는 지도적인 브롬 체굴의 주이다. 주의 몇몇의 지역들은 채석장들이 있다.

## 주민
| 인구조사                      | 인구      | Note | %±       |
| ----------------------------- | --------- | ---- | -------- |
| 1810년                        | 1,062     |      | —        |
| 1820년                        | 14,273    |      | 1,244.0% |
| 1830년                        | 30,388    |      | 112.9%   |
| 1840년                        | 97,574    |      | 221.1%   |
| 1850년                        | 209,897   |      | 115.1%   |
| 1860년                        | 435,450   |      | 107.5%   |
| 1870년                        | 484,471   |      | 11.3%    |
| 1880년                        | 802,525   |      | 65.6%    |
| 1890년                        | 1,128,211 |      | 40.6%    |
| 1900년                        | 1,311,564 |      | 16.3%    |
| 1910년                        | 1,574,449 |      | 20.0%    |
| 1920년                        | 1,752,204 |      | 11.3%    |
| 1930년                        | 1,854,482 |      | 5.8%     |
| 1940년                        | 1,949,387 |      | 5.1%     |
| 1950년                        | 1,909,511 |      | −2.0%    |
| 1960년                        | 1,786,272 |      | −6.5%    |
| 1970년                        | 1,923,295 |      | 7.7%     |
| 1980년                        | 2,286,435 |      | 18.9%    |
| 1990년                        | 2,350,725 |      | 2.8%     |
| 2000년                        | 2,673,400 |      | 13.7%    |
| 2010년                        | 2,915,918 |      | 9.1%     |
| 2019 (추산)                   | 3,017,804 |      | 3.5%     |
| 출처: 1910–2010 2018 estimate |           |      |          |

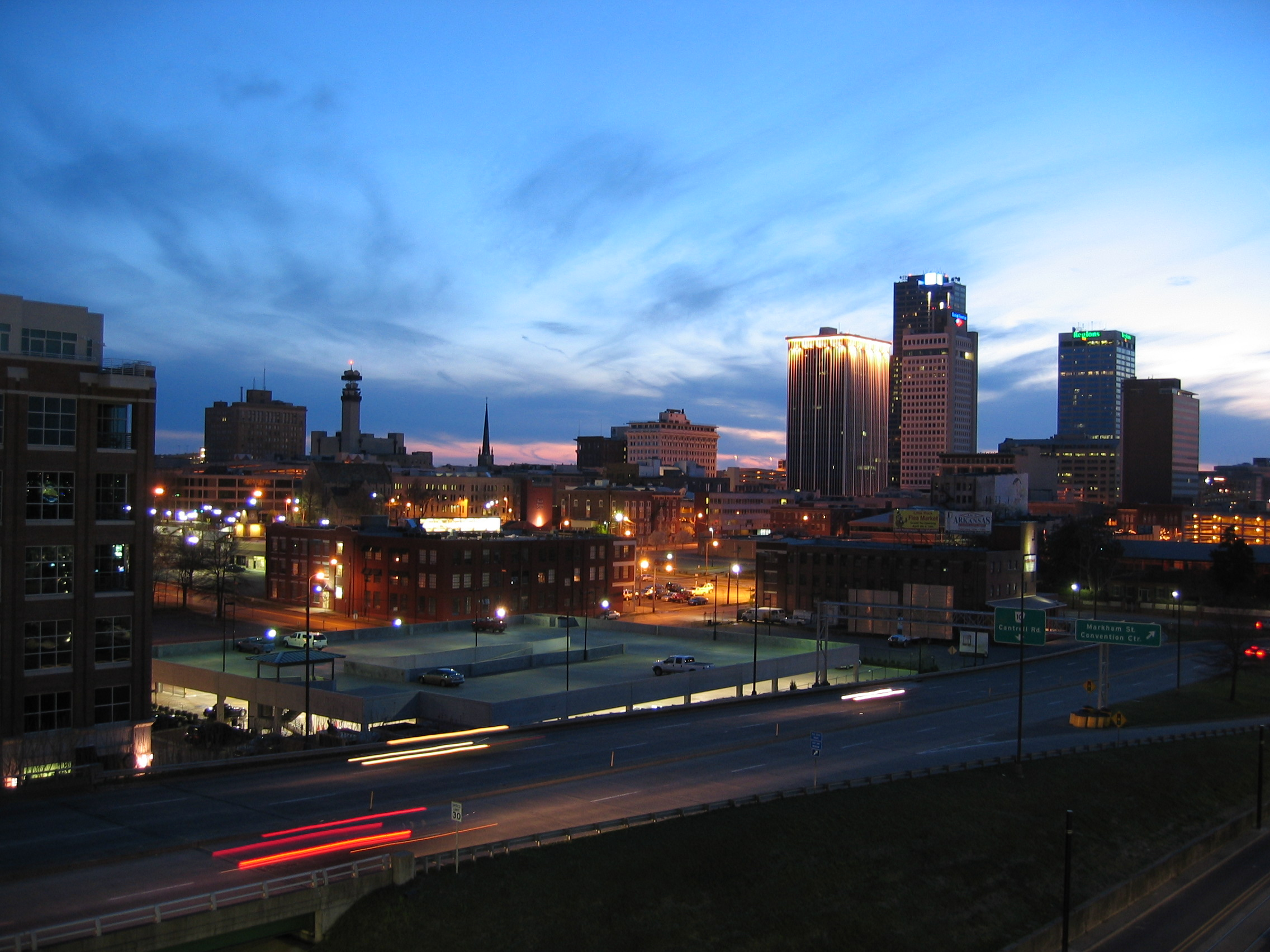
다운타운 리틀록의 스카이라인

2000년 미국 인구 조사국은 아칸소주의 인구가 2,673,400명이라고 보고하였다. 주의 인구는 1990년으로 본 2,350,725명에서 대략 14 퍼센트로 증가하였다. 2000년 조사국에 의하면 아칸소주는 50개의 주들 중에 33위에 들어와있다.
아칸소 주민의 절반 이상은 메트로폴리탄 지역들에 살고 있다. 아칸소주에서 전적으로 놓여 있는 4개의 메트로폴리탄 지역들은 핫스프링스, 존스보로, 리틀록-노스리틀록과 파인 블러프이다. 파예트빌-스프링데일-로저스 메트로폴리탄 지역은 주로 아칸소주에 놓여 있고 미주리주로 뻗어 나간다. 포트스미스 메트로폴리탄 지역은 오클라호마주로 뻗어 나간다. 멤피스(테네시주)와 텍사캐나(텍사스주)와 텍사캐나 지역들은 주로 테네시주와 텍사스주에 놓여있다.
주도인 리틀록은 주에서 가장 큰 도시이며, 대략 183,000명의 인구를 가지고 있다. 아칸소주는 30,000명 이상의 인구와 함께 한 9개의 다른 도시들이 있다. 인구의 순서로 봐서 이 도시들은 포트 스미스, 노스리틀록, 파예트빌, 존스보로, 파인 블러프, 스프링데일, 콘웨이, 로저스와 핫스프링스이다.
아칸소 주민의 대략 16 퍼센트는 아프리카계 미국인이다. 다른 큰 인구 단체들은 아일랜드, 독일, 영국과 아메리카 인디언 계통이다.

## 교육

### 대학과 대학교
- 아칸소 대학교
- 아칸소 주립 대학교
- 센트럴 아칸소 대학교
- 헨더슨 주립 대학교
- 하딩 대학교
- 존 브라운 대학교
- 에클레시아 칼리지

## 같이 보기
- 스페인 제국
- USS 아칸소